# Ничепуренко Михайло Іванович
Ничепуренко Михайло Іванович (27 грудня 1955) — російський хокеїст на траві.
Бронзовий призер Олімпійських Ігор 1980 року.